# CTT Systems
CTT Systems är ett svenskt börsnoterat verkstadsföretag, som utvecklar och tillverkar utrustning för fuktkontroll i flygplan.
CTT Systems tillverkar system för att åtgärda torr luft i kabinen på kommersiella passagerarflygplan för att öka komfort för personal och passagerare, samt minska kondensation mellan kabin och ytterskal för att minska korrosion och minska vikt. Kunder är flygplanstillverkare och flygbolag. Kunder är framför allt Boeing och Airbus för installation i nytillverkade flygplan och flygbolag för installation av fuktdynor på en eftermarknad.
Företaget har huvudkontor och fabrik i Nyköping. Det tidigare dotterbolaget Bribo Mekaniska AB i Nybro, köpt 2008, tillverkar plåtdetaljer för bland andra CTT.
CTT Systems är börsnoterat sedan 1999  på Small Cap-listan  på  Nasdaq OMX Stockholm AB.